# Heartbreak Station
| Оценки критиков | Оценки критиков |
| Источник        | Оценка          |
| --------------- | --------------- |
| AllMusic        | [ 1 ]           |
| Rolling Stone   | [ 2 ]           |

Heartbreak Station (рус. Вокзал разбитых сердец) — третий студийный альбом американского глэм-группы Cinderella, был издан в 1990 году на лейбле Mercury Records. Диск стал хитом в США — он занял 19-е место в чарте Billboard и преодолел барьер в миллион проданных копий уже к концу года. Несмотря на это, он не добился успеха, сравнимого с прошлыми работами группы: Night Songs и Long Cold Winter, которые разошлись тиражом свыше трёх миллионов. Также, Heartbreak Station не смог попасть в Top-10 хит-парада США, в отличие от своих предшественников.
Вокалист группы Том Кифер неоднократно заявлял, что это его любимый альбом Cinderella. В поддержку пластинки были выпущены три сингла, они также не смогли удержать планку предыдущих релизов группы: «Shelter Me» занял 36-е место в национальном чарте Америки, титульный трек — поднялся на 44-ю строчку, а «The More Things Change» вовсе не попал в чарты. По сравнению с предыдущими записями, музыкальный стиль группы претерпел некоторые изменения — он стал ещё более ориентированным в сторону блюза и хард-рока в духе The Rolling Stones и Aerosmith, а не глэм-метала, как на первом альбоме.

## Список композиций
Все песни написаны Томом Кифером, за исключением «Love’s Got Me Doin' Time» — авторства Том Кифер/Эрик Бриттингем.
1. «The More Things Change» — 4:22
2. «Love’s Got Me Doin' Time» — 5:19
3. «Shelter Me» — 4:47
4. «Heartbreak Station» — 4:28
5. «Sick for the Cure» — 3:59
6. «One for Rock and Roll» — 4:29
7. «Dead Man’s Road» — 6:38
8. «Make Your Own Way» — 4:15
9. «Electric Love» — 5:23
10. «Love Gone Bad» — 4:20
11. «Winds of Change» — 5:34

## Участники записи
Cinderella
- Том Кифер — вокал, гитара, добро, мандолина, фортепиано, двенадцатиструнная гитара на «Heartbreak Station»
- Эрик Бриттингем[англ.] — бас-гитара
- Джефф Лабар — гитара, акустическая гитара на «Heartbreak Station»
- Фред Коури[англ.] — ударные, перкуссия, бэк-вокал

Приглашённые музыканты
- The Memphis Horns: Эндрю Лав — саксофон, Деннис Руэлло — баритоновый саксофон, Уэйн Джейсон — труба
- Джей Левин — педальная слайд-гитара
- Джей Дэвидсон — саксофон, фортепиано
- Кен Хэнсли — орган
- Род Родди — клавишные
- Брайан O’Нил — клавишные
- Рик Кринити — клавишные
- Башири Джонсон — перкуссия
- Рой Макдональд — музыкальное программирование
- Элейн Фостер, Шэрон Фостер, Тара Пеллерин, Карла Бенсон, Эветт Бентон, Кёртис Кинг, Брэнда Кинг, Эрик Тройер — бэк-вокал

Студийный персонал: Бобби Шуманн — гитары, Джей. Херман — ударные
- Джон Дженсен и Том Кифер — продюсеры
- Гэри Лайонс — звукоинженер

## Хит-парады
| Чарт (1990)   | Высшая позиция |
| ------------- | -------------- |
| Billboard 200 | 19             |

| Регион                                                      | Сертификация | Продажи    |
| ----------------------------------------------------------- | ------------ | ---------- |
| США (RIAA)                                                  | Платиновый   | 1 000 000^ |
| Канада (Music Canada)                                       | Платиновый   | 100 000^   |
| Швейцария (IFPI Switzerland)                                | Золотой      | 25 000^    |
| ^ Данные о тиражах приведены только на основе сертификации. |              |            |

### Синглы
| Год  | Название               | Billboard |
| ---- | ---------------------- | --------- |
| 1990 | Shelter Me             | 36        |
| 1991 | The More Things Change | —         |
| 1991 | Heartbreak Station     | 44        |